# Sogdisch
Het Sogdisch was een taal uit de Iraanse taalgroep die  werd gesproken in Sogdië en Transoxanië, onder andere rond Samarkand.
De taal hoort samen met het Ossetisch tot de noordoostelijke tak van de Iraanse taalgroep. Lange tijd heeft de taal een belangrijke rol gespeeld langs de handelsroute die als de zijderoute bekendstaat. De taal werd aanvankelijk geschreven in een van het Aramees afgeleid schrift en er is een aanzienlijke literatuur in, vooral van christelijke en manicheïstische achtergrond. Na de ondergang van deze geloofsgemeenschappen - vooral door de uitroeiingspolitiek van Timoer Lenk - is de taal verdrongen door met name Turkse talen. Vandaag zijn er nog slechts een klein aantal sprekers van het Yaghnobi van over.